# Phallodrilus hallae
Phallodrilus hallae är en ringmaskart. Phallodrilus hallae ingår i släktet Phallodrilus och familjen glattmaskar. Inga underarter finns listade i Catalogue of Life.